# Палац Фронтейра
Палац Фронтейра (порт. Palácio Fronteira), або Палац маркізів Фронтейри (порт. Palácio dos Marqueses de Fronteira) — розташований у Лісабоні, був побудований між 1671 і 1672 роками як мисливський будинок для Жоао Маскареньяша, першого маркіза Фронтейри.
Хоча деякі висотні будівлі видно здалеку, палац розташований у тихому місці, на околиці лісопарку Монсанто. У палаці та саду є красиві кахлі, тематика яких варіюється від битв до мавп.
Хоча палац все ще служить оселею, деякі приміщення, такі як бібліотека та сад, можна відвідувати.

## Палац

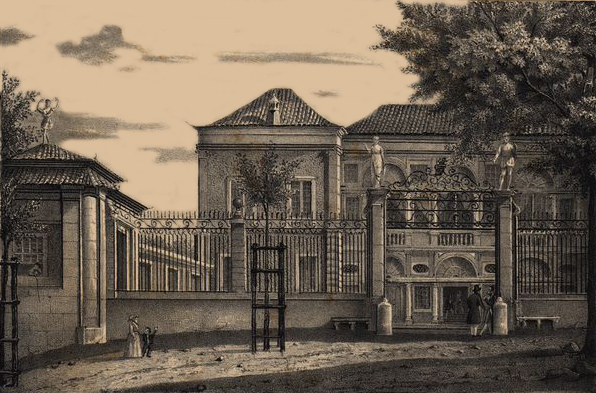
Палац Фронтейра в ілюстрації XIX століття.

У Залі Битв є красиві панно зі сценами з реставраційної війни та зображення Жоао де Маскареньяша, який б'ється з іспанським генералом. Саме його вірність Педру II під час цього конфлікту принесла йому титул маркіза Фронтейри.
Їдальня прикрашена голландськими кахелями та портретами португальської знаті.
Зала Юнони або Зала імперії прикрашена фресками та портретами португальської знаті таких художників, як Домінгуш Секейра.
Фасад каплиці, оздоблений з кінця XVI століття та відреставрований у XVIII столітті, прикрашений камінням, черепашками, розбитим склом та залишками порцеляни. На терасі каплиці встановлені плиточні ніші, прикрашені фігурами, що втілюють мистецтво та міфологічні фігури.

## Сад

Сім класичних планет, що асоціюються з богами, зображені у саду Палацу Фронтейри. Зліва направо: Місяць (Діана), Меркурій, Венера (Афродіта), Сонце (Аполлон), Марс, Юпітер та Сатурн (Кронос)

У садах є кахлеві панелі, які представляють звичаї країни для кожної пори року. З одного боку головного саду — плитки, на яких зображені предковічні лицарі родини, відображені у водах великого бака. Сходи по обидва боки від цього ведуть до галереї, де декоративні ніші містять бюсти португальських королів, за винятком трьох королів Філіпів.

## Відвідування
Відвідування інтер'єру палацу дозволені тільки з гідом.